# Luca Borgonovo
Luca Borgonovo (Gravedona, 29 luglio 2004) è un canottiere italiano.

## Biografia
È fratello di Giovanni Borgonovo anche lui canottiere di caratura internazionale.
La sua squadra di club è la canottieri Gavirate.
Ai mondiali di Belgrado 2023 si è laureato campione iridato nel quattro di coppia pesi leggeri, assieme a Nicolò Demiliani, Pietro Ruta e Matteo Tonelli.

## Palmarès
- Mondiali

Belgrado 2023: oro nel 4 di coppia pesi leggeri;
- Mondiali U23

Plovdiv 2023: oro nel 4 di coppia pesi leggeri;